# Pinus dahurica
Pinus dahurica là một loài thực vật hạt trần trong họ Thông. Loài này được (Turcz.) Ledeb. miêu tả khoa học đầu tiên năm 1850.